# Chróstowo (Ustronie Morskie)
Chróstowo – część wsi letniskowej Ustronie Morskie, położonej w Polsce nad Morzem Bałtyckim, w województwie zachodniopomorskim, powiecie kołobrzeskim, gminie Ustronie Morskie. Chróstowo znajduje się w okolicach ulicy Górnej w Ustroniu Morskim.
W latach 1975–1998 miejscowość administracyjnie należała do województwa koszalińskiego.